# Stachanowskaja
Stachanowskaja (ros. Стахановская) – stacja linii Niekrasowskiej metra moskiewskiego, znajdująca się w południowo-wschodnim okręgu administracyjnym Moskwy w rejonie Riazańskim (ros. Рязанский). Otwarcie miało miejsce 27 marca 2020 roku w ramach inauguracji odcinka między stacjami Lefortowo – Kosino.
Stacja dwunanowa typu płytkiego kolumnowego z dwoma peronami bocznymi położona jest na głębokości 19 metrów. Projekt architektoniczny opracowało biuro „Mosinżprojekt” (ros. Мосинжпроект), natomiast głównym wykonawcą była firma „Mospromstroj” (ros. ПАО «Моспромстрой»).
Projekt architektoniczny opracowano w duchu radzieckiej awangardy dwudziestolecia międzywojennego. W założeniu dekoratorów przystanek, zgodnie ze swoją nazwą, ma być hołdem dla przodowników pracy (inaczej stachanowców – od nazwiska Aleksieja Stachanowa). Konstrukcyjnie stacja przypomina poprzednie przystanki – stacje Okską i Jugo-Wostoczną. Dominująca paleta kolorystyczna to czernie, szarości i czerwienie. Posadzki wyłożono granitem i ułożonym pod innym kątem gabrem. Na ścianach znalazły się trzy rodzaje paneli: z szarego gresu oraz z szarego i czerwonego metalu o perłowym wykończeniu. Strop w międzytorzu podtrzymują prostopadłościenne czarne filary. Pod sufitem na peronach zawieszono dekoracyjne mleczne oświetlenie w formie chaotycznie rozłożonych belek rozporowych. Mają one przypominać konstrukcje hal fabrycznych.
Przystanek ma dwa wejścia/wyjścia po południowo-wschodniej stronie skrzyżowania Prospiektu Riazańskiego i Wtorogo Grajworonowskiego Projezdu.
Na 2024 rok w bezpośrednim sąsiedztwie obiektu planowane jest otwarcie stacji szybkiej kolei miejskiej o tej samej nazwie (linia Jarosławsko-Pawielecka [D5] moskiewskich centralnych średnic).
Zakładany potok pasażerski to 11,9 tys. osób na godzinę.